# فابيانو ليما رودريغز
فابيانو ليما رودريغز (بالبرتغالية: Fabiano Lima Rodrigues‏) (27 يونيو 1979 بأوساسكو في البرازيل - ) هو لاعب كرة قدم برازيلي في مركزي الدفاع والظهير. لعب مع أتلتيكو باراناينسي وسلتا فيغو ونادي بالميراس ونادي بيروجيا ونادي جنوى ونادي ريجينا ونادي ساو باولو ونادي غواراني ونادي فنربخشة ونادي فيتشينزا ونادي كريسيوما ونادي أريتسو وناسيونال ساو باولو.

## روابط خارجية
- فابيانو ليما رودريغز على موقع اتحاد تركيا (لاعب) (الإنجليزية)
- فابيانو ليما رودريغز على موقع قاعدة بيانات كرة القدم.إي يو (الإنجليزية)